# Colleferro Calcio

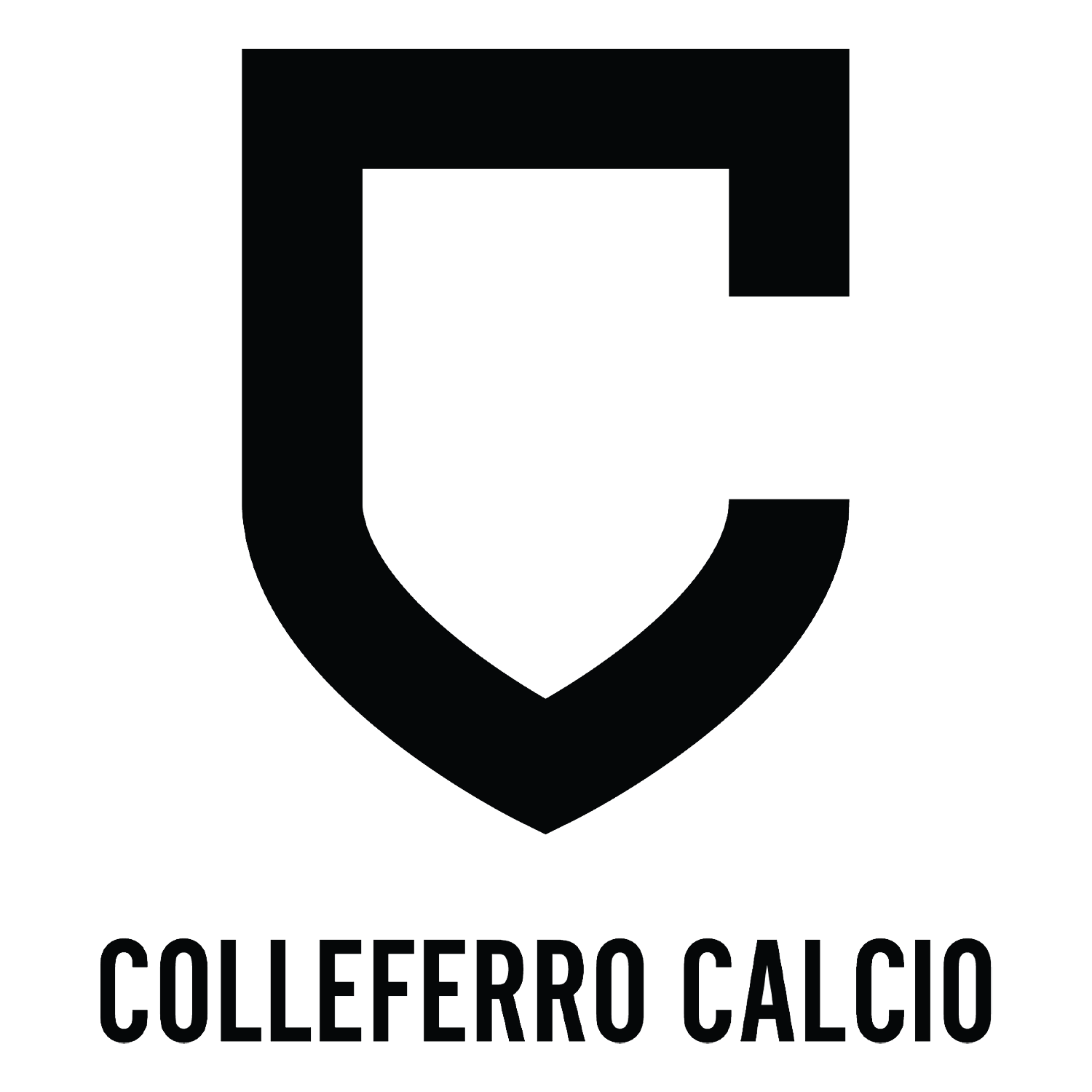

La Società Sportiva Dilettantistica Colleferro Calcio, plus connue comme Colleferro Calcio est un club de football de la ville de Colleferro, en province de Rome, dans le Latium.

## Historique
Fondé en 1937, sous le nom  Gruppo Aziendale BPD Colleferro, du nom du pôle industriel de la ville, le club remporte le titre national de Serie D en 1955.